# Caecilia flavopunctata
Caecilia flavopunctata és una espècie d'amfibi de la família Caeciliidae endèmica de Veneçuela que habita boscos tropicals o subtropicals humits i a baixa altitud, plantacions, jardins rurals i zones prèviament boscoses ara molt degradades.